# 超発明BOYカニパン
『超発明BOYカニパン』（ちょうはつめいボーイカニパン）は、日本のSFロボットアニメ。1999年2月5日から同年6月25日にテレビ東京系で放送された。全21話。

## 概要
前作『発明BOYカニパン』の続編で、前作から5年後という設定である。レギュラーキャラクターは思春期世代になり、キャラクターデザインも一新され頭身が延びた。当初は前作にあったドタバタコメディ、特にラブコメを散りばめた構成だったが、次第にシリアスなストーリー展開へ進んでいく。
今作を中心にCD・コミック連載・ゲームソフト発売を軸にしたメディアミックスが展開され、本放送時にはドリームキャストの拡販を目論んでいたセガ・エンタープライゼスを前作に引き続きメインスポンサーに迎えた。そのため劇中にもドリームキャストのビジュアルメモリがキーアイテムとして登場する。

## ストーリー
前作から5年経過し、人々の生活もますます豊かになったシャラク星。発明家カニパンは未だタイシ級免許取得に向け努力していた。そんな時カニパンはシャラク星200周年祝祭で謎の少女アンジェリカと出会う。

## 登場人物
カニパン
声 - 竹内順子
前作より年月がたち15歳となった。トレーナーやTシャツ・ベストにジーパンといったIT技術者のようなラフな着こなしをしている。発明家としての腕も上がり、前作の終盤でA級免許も取得した。電化製品の修理・メンテナンスで生計を立ててキッドと暮らしていたが、ひょんなことからアンジェリカと出会い、惑星の存亡を賭けた大事件に巻き込まれることになる。
ロボト好きなのは相変わらずで、敵にそれを利用されたこともある。鈍感な性格でミルクの好意に気づかずにいたが、アンジェリカに惹かれ、ロボトに一途であることに変わりなかった。
CD『KANIPAN』収録の「カニドラ」ではリップサービスを伺わせたり、アニメ前半でアンとの同居を突き止めたラビオリから「男になったなぁ」などの発言があり、思春期の少年っぽさを醸し出している。自宅の寝起きではスリーパー型の寝間着を前半は着用していたが、最終回ではグレー色のトランクス一枚という半裸の姿であった。ナッツとキルシュの結婚式に招待されていたがそれが自身の結婚式をも兼ねていた事は知らされておらず、宣誓の言葉を言わされアンジェリカからの誓いのキスでようやく事態を把握。事件の解決の功もあり念願のタイシ級免許を取得しキッドと共に星を旅立つが、アン・ミルク・ラビオリに密航されてしまう事になった。
キッド
声 - 岩坪理江
カニパン製作のインターフェースロボト。カニパンの世話役を自認している。前作から変化がないキャラクターの一人。
アンジェリカが惑星管理ブロックから脱出した際に持ち出したデバイスにより、一瞬でパーツを転送し変身することが可能になりカニパンの危機を何度となく救っている。
アンジェリカ
声 - かかずゆみ
タイシ祝祭でカニパンと出会った謎の少女。褐色の肌で、額には謎の紋章が刻印されている。カニパンと出会った際には名前以外の記憶を失っており、その後カニパンの家で暮らし始める。カニパンたちからはアンと呼ばれている。キルシュらに追われつつ次第に記憶を取り戻す。記憶喪失していた初めのうちは天然ボケぶりを醸し出していたが、次第にカニパンに告白を強引に迫ったりする行動派となる。
アニメ後半では記憶を取り戻し、同時にその正体も明らかとなる。アンジェリカの正体は、タイシ博士によって作られた、博士の死亡した娘の姿に似せられた姿を持つロボト。200年の間シャラク星地下の管理ブロックで星の管理を行っていた「惑星管理委員会」の一員でもあり、額の紋章はその証だった。人工惑星緊急停止プログラム「賢者のプログラム」の最終的なキーの片割れでもあり、彼女とペア（恋人）のグランマニエが持つ「メモリ」が揃って初めて、賢者のプログラムは完成するようになっている。しかし、突如現れたタイシ博士による強引な賢者のプログラム発動に反発し、プログラム発動に必要な「メモリ」を持ち出し地上へ逃げ出すも、脱出ポッドが地上に落下した際の衝撃で記憶回路に異常をきたし、記憶喪失となっていた。最終回でボディを人工惑星の壊れた回路の代わりにした事でシャラク星のコアと一体化するが、カニパンの手で作られた身体に意識を転移させ結婚式に臨んでいる。
ミルク
声 - 三橋加奈子
前作では金持ちお嬢様だったが、本作ではシャラク星内で売れっ子のアイドルお嬢様に転身。わがままで、発明家としての腕前が最低以下なところは変わらないが、前作に比べて思いやりのある性格になっている。実はカニパンが好きで、勢いで「好き」と告白するに至るも、すでにカニパンはアンジェリカに一途であった。そのような境遇を経て、最終回まで明るく振る舞う。自分を思いやるラビオリのことはまんざらでもないようで、終盤では自分からキスをし、「続きは帰ってきてからね」と伝えた。
イゴール
声 - 岩崎征実
ミルクの執事風インターフェースロボト。前作に比べ足が長くなった。アイドルとして活躍するミルクのマネージャーとして活動している。
ラビオリ
声 - 葛城七穂
カニパンの元ライバル。前作とは性格や声が一新している。外見がやや大人っぽく二枚目な役回りとなり、今回はカニパンの助っ人に近い立場で活躍する。ミルクのことが好きで、彼女のカニパンへの好意を知りつつも優しく見守る。
前作に登場したインターフェースロボトのBKは登場しない。代わりに「BKマーク2」という名のロボトが登場する。ロボトグランプリに正式出場していることから発明家免許を取得した模様。
ナッツ
声 - 生駒治美
デバッグ隊特殊処理班隊長。モンシロ町で活動していた前作から多くの部下を率いて現場指揮する立場となった。惑星の危機に駆けつけカニパンを助ける。
25歳。最終回でキルシュと結婚するが作中での恋愛描写は無く、ポチから「コアの暴走の際に遭難していたキルシュをナッツが救助した事が馴れ初めとなった」と言及されるのみである。
ポチ
声 - 松山鷹志
ナッツのインターフェースロボト。非常に達観した考えでカニパン達に多くの助言を与えた。
ボルシチ
声 - 松山鷹志
シュウ博士の元助手。発明家として優秀であること以外にも銃器の取り扱いに長けている。
博士からのSOSを受けコンペイ島へ訪れていたところを同様の理由で駆け付けたカニパンと鉢合わせし、互いにシュウ博士を襲った犯人だと誤解し対峙するがカシス達が現れた事により誤解が解け、以降はカニパン達に協力するようになる。
カニパンとアンジェリカ、ミルクとラビオリの関係を羨んだ際にナッツから「一度ならデートしてあげてもいいわよ」と言われるが恋愛関係には発展しなかった模様。
キルシュ
声 - 植木誠
アンジェリカの兄で惑星管理委員会の一員。タイシ博士の回想によればアンジェリカの「兄が欲しい」という要望に応えるために作られたロボトであり、負傷時に傷口から金属質の体内構造が覗いたこともある。管理ブロックを逃げ出したアンジェリカを追いかけて地上へとやってきた。非常に妹思いだが、散々破壊活動を行った挙句、「平和的解決を望む」などと、まじめに言い放つ一面も持つ。はじめは賢者のプログラム発動に賛同していたが、やがて強引なタイシ博士のやり方に疑問を持ち、カニパンらの味方となった。
惑星コアの暴走の際にカニパンとチームを組み共に行動していたがコアの放つエネルギーに耐え切れず意識を失い、彼らとはぐれ遭難していたところをナッツに助けられたことが縁となり、最終回でナッツと結婚する（この結婚式はカニパンとアンとの結婚式も兼ねており、カニパンにはその事は秘密にされていた）。
コアントロー
声 - 菊池志穂
アンジェリカの姉として作られたロボトで惑星管理委員会の一員。
キルシュのやり方では間に合わないと判断、賢者のプログラム発動（タイシ博士の命令）を優先し、記憶をなくしたアンジェリカを手荒い方法で直そうとしたり、管理ブロックへ連れ戻そうとする。
カシス
声 - 小林由美子
アンジェリカ弟として作られたロボトで惑星管理委員会の一員。負けず嫌いで幼い外見とは裏腹に冷酷であり、巨大ネズミ型ロボト「Ｇ・ＲＡＴ」を用いて一度カニパンとアンジェリカを捕らえることに成功している。タイシ博士に忠実であったが故に、賢者のプログラムが発動し彼にとって自分が用済みであることを自覚した際にはそれまでの強気な態度から一変し落胆した様子を見せていた。
ギンジョー、ドブロック
声 - 岩崎征実（ギンジョー）、竹本英史（ドブロック）
アンジェリカの兄として作られた双子のロボト。惑星管理委員会の一員。オカマ口調で普段は目を閉じてニコニコとした表情を浮かべているが、シュウ博士の研究所でカニパンを追い詰めた際には目を開き切れ長の釣り目を覗かせている。
賢者のプログラム発動後に他の兄弟共々カニパンに協力することとなるが、崩壊を始めた惑星管理ブロックから脱出するためG・RATに自らの全エネルギーを注ぎ込み、脱出を成功させるもその代償として機能を停止してしまう。
グランマニエ
声 - 内藤玲
アンジェリカの恋人として作られたロボト。惑星管理委員会の一員。
本来ならばアンジェリカと共にプログラム最終段階の発動キーを発動させる筈だったが、ナムルの手に掛かり、所有していた「メモリ」を奪われた上にコールドスリープ装置に閉じ込められていた。中盤で眠りから解き放たれアンジェリカと再会した時は全裸であった。シャラク星を再生すべく彼女と共に新惑星の管理ブロックへと向かい、ナムルの妨害工作により損傷を負いながらも新惑星を崩壊させることに成功するが落下してきた瓦礫の直撃が致命傷となり、素直な気持ちをカニパンに伝えるようアンジェリカに言い残し、機能停止した。同じく機能を停止したギンジョーとドブロック共々、ナッツとキルシュの結婚式に出席しているが崩壊した新惑星からサルベージされたものか別個体かは不明。
シュウ博士
声 - 田中完
前作でも登場したカニパンの師匠。アンジェリカが捨てた「メモリ」を偶然手にしてしまったことからタイシ博士だけでなく惑星政府からも狙われることとなり、「メモリ」をカニパンに託すべくSOSを送るが間に合わず、逃亡した先で「メモリ」を隠した後、政府に捕らわれてしまう。
タイシ博士
声 - 赤星昇一郎
200年前にシャラク星を建造した発明家。全発明家の尊敬の的である偉大な人物。本名タイシ･ヘルヴァイト。
本作に登場するのはタイシ博士が生前に作りあげたロボトであり、彼の知識と記憶を持っている。本来は人工惑星に危機が訪れた際に起動し、賢者のプログラムを発動した後に父としてアンジェリカ達惑星管理委員を労う役割を果たす予定であったがナムルによって破壊され、シャラク星の人々を憎み強制的に賢者のプログラムを発動するよう思考を改竄されてしまう。他の惑星管理委員たちは博士が生身のままであると思っていたらしく、後に博士がロボトであることを知った際はかなり驚いていた。
ナムル
声 - 高橋広樹
過去のトラウマによりロボトと人間の共存を否定する人物。
前作で宇宙へ逃亡した後、偶然発見したタイシロボトを悪用し、賢者のプログラムを実行させた張本人で、プログラムを悪用することで、ロボトがいない人間だけの惑星を建造しようとした。だが、カニパンたちの手によって新惑星が破壊されたために計画は失敗。最終的には宇宙に活路を見出し星を後にする。
作中や次回予告のナレーションも高橋広樹が担当しており、ナムル登場後は彼の視点で次回予告が語られる事がある。

## 用語解説
惑星管理委員会
アンジェリカをはじめとする、タイシ博士に造られた超高性能人間型ロボトで構成された委員会。その名の通り、太陽や月の運行、大気の循環から空気中の二酸化炭素濃度に至るまで、シャラク星の全てを管理している。カシス曰く「人間から見たら神様の世界」。惑星居住区の裏（下）に存在している。
賢者のプログラム
シャラク星を滅ぼし新たな惑星を建設する、文字通りシャラク星の最終プログラム。発動には管理人が持っているメモリが必要となる。本来は、シャラク星の環境が悪化し生物が住めない状態となった時、星を破棄し新たな惑星へ移り住むために発動されるものだったが、偶然このプログラムを知ったナムルに悪用される。発動の最終決定権は、人間が有している模様。

## スタッフ
- 原作 - えん[1]
  - DVD版ではパッケージ上のみクレジットがNASに改められている。
- 企画 - 小野寺脩一[2]
- 監督 - 石踊宏
- キャラクターデザイン - 野田康行
- メカニックデザイン - 渋谷一彦、神宮寺一
- 美術監督 - 西倉力
- 美術設定 - 辻田富也
- メイン色彩設計 - 高石峯子
- 色彩設計 - 諸岡孝子
- 撮影監督 - 鎌田克明
- 編集 - 岡安肇
- 音響監督 - 平光琢也
- 音楽 - 河辺健宏、YUKI NAKANO
- 演奏 - リバーサイド・ミュージック
- 録音スタジオ　- 代々木アニメーション学院原宿校スタジオ/神南スタジオ
- キャスティング - 松田誠（ネルケプランニング）
- アソシエイトプロデューサー - 茂垣弘道、廣田潤
- アシスタントプロデューサー - すぎやまあつお
- プロデューサー - 斎藤郁、山崎立士
- アニメーション制作 - スタジオコメット
- 製作 - テレビ東京、NAS

## 主題歌
オープニングテーマ「LOVE LOVE Phantasy」
作詞 - 上野圭市、松井寛 / 作曲 - 上野圭市 / 歌 - Whoops!!（ウープス!!、樋口智恵子と坂本真綾の企画ユニット）
エンディングテーマ「いつか」
作詞 - Suzi Kim / 作曲 - 松井寛 / 歌 - Whoops!!

## 各話リスト
| 話数 | サブタイトル     | 脚本     | 絵コンテ              | 演出                      | 作画監督   | 放送日        |
| ---- | ---------------- | -------- | --------------------- | ------------------------- | ---------- | ------------- |
| 1    | アンジェリカ     | 山口亮太 | 石踊宏                | 山本裕介                  | 野田康行   | 1999年 2月5日 |
| 2    | 閉ざされた記憶   | 吉田玲子 | 松浦錠平              | 松浦錠平                  | 工藤柾輝   | 2月12日       |
| 3    | 心のきずな       | 北条千夏 | 福島一三              | 奥村吉昭                  | 奥村吉昭   | 2月19日       |
| 4    | 過去を探して     | 荒木憲一 | 葛谷直行              | 葛谷直行                  | 松本勝次   | 2月26日       |
| 5    | 甘い予感         | 山口亮太 | 渡辺健一郎            | 渡辺健一郎                | 金沢比呂司 | 3月5日        |
| 6    | 秘められた力     | 荒木憲一 | おかざきゆきお        | おかざきゆきお            | 興村忠美   | 3月12日       |
| 7    | 心の居場所       | 吉田玲子 | 松浦錠平              | 松浦錠平                  | 工藤柾輝   | 3月19日       |
| 8    | アンの秘密       | 山口亮太 | 福島一三              | 福島一三                  | 一川孝久   | 3月26日       |
| 9    | 二人の約束       | 吉田玲子 | 葛谷直行              | 葛谷直行                  | 松本勝次   | 4月2日        |
| 10   | 崩壊の序曲       | 荒木憲一 | 渡辺健一郎            | 渡辺健一郎                | 金沢比呂司 | 4月9日        |
| 11   | メッセージ       | 植田浩二 | 横田和善              | おかざきゆきお            | 興村忠美   | 4月16日       |
| 12   | 再会             | 山口亮太 | 松浦錠平              | 松浦錠平                  | 工藤柾輝   | 4月23日       |
| 13   | 告白             | 吉田玲子 | 福島一三              | 福島一三                  | 一川孝久   | 4月30日       |
| 14   | アンの恋人       | 山口亮太 | 葛谷直行              | 葛谷直行                  | 松本勝次   | 5月7日        |
| 15   | カウントダウン   | 山口亮太 | 渡辺健一郎            | 渡辺健一郎                | 金沢比呂司 | 5月14日       |
| 16   | 邪悪な陰謀       | 植田浩二 | おかざきゆきお 石踊宏 | おかざきゆきお            | 興村忠美   | 5月21日       |
| 17   | 惑星崩壊         | 荒木憲一 | 松浦錠平              | 松浦錠平                  | 工藤柾輝   | 5月28日       |
| 18   | 奇跡を信じて     | 吉田玲子 | 福島一三              | 福島一三                  | 一川孝久   | 6月4日        |
| 19   | 制御不能         | 山口亮太 | 山本裕介              | 山本裕介                  | 松本勝次   | 6月11日       |
| 20   | 最後の選択       | 山口亮太 | 葛谷直行              | 渡辺健一郎 おかざきゆきお | 金沢比呂司 | 6月18日       |
| 21   | さらばシャラク星 | 山口亮太 | 石踊宏                | 石踊宏                    | 野田康行   | 6月25日       |

## 放送局
| 放送期間（または、放送体制） | 放送時間           | 放送局             | 対象地域       | 備考            |
| ---------------------------- | ------------------ | ------------------ | -------------- | --------------- |
| 1999年2月5日 - 6月25日       | 金曜 18:00 - 18:30 | テレビ東京         | 関東広域圏     | 製作局          |
|                              |                    | テレビ北海道       | 北海道         |                 |
|                              |                    | テレビ愛知         | 愛知県         |                 |
|                              |                    | テレビ大阪         | 大阪府         |                 |
|                              |                    | テレビせとうち     | 岡山県・香川県 |                 |
|                              |                    | TXN九州            | 福岡県         | 現・TVQ九州放送 |
| 1999年2月19日 - 7月9日       | 金曜 16:30 - 17:00 | 新潟放送           | 新潟県         |                 |
| 1999年2月26日 - 7月16日      | 金曜 16:27 - 16:55 | チューリップテレビ | 富山県         |                 |
| 1999年2月12日 - 7月2日       | 金曜 16:25 - 16:55 | 石川テレビ         | 石川県         |                 |
| 遅れネット                   | 月曜 16:00 - 16:30 | テレビ岩手         | 岩手県         |                 |
|                              | 火曜 15:55 - 16:25 | 秋田放送           | 秋田県         |                 |
|                              | 月曜 16:28 - 16:55 | 山形放送           | 山形県         |                 |
|                              | 金曜 15:55 - 16:25 | 福島テレビ         | 福島県         |                 |
|                              | 月曜 15:55 - 16:25 | 長野放送           | 長野県         |                 |
|                              | 日曜 5:45 - 6:15   | テレビ静岡         | 静岡県         |                 |
|                              | 日曜 12:00 - 12:30 | KBS京都            | 京都府         |                 |
|                              | 金曜 16:55 - 17:25 | 南海放送           | 愛媛県         |                 |
|                              |                    | 長崎国際テレビ     | 長崎県         |                 |
|                              | 日曜 6:00 - 6:30   | 熊本放送           | 熊本県         |                 |
|                              | 木曜 16:00 - 16:30 | 鹿児島テレビ       | 鹿児島県       |                 |
|                              | 金曜 15:55 - 16:25 | 沖縄テレビ         | 沖縄県         |                 |

## メディアミックス関連商品

### ゲーム
ゲームソフトの開発にクインテットが関与していることが当時の同社公式サイトに掲載された。
超発明BOYカニパン あそんでキッドDCDC（デシデシ）
1999年4月22日、ソフト搭載型ビジュアルメモリとしてセガから発売された。本体色は通常のビジュアルメモリとは異なる緑色。キッドを育成するゲームで、後日発売の「暴走ロボトの謎」と連携する。本編でも時折メモリデバイスとして登場した。
超発明BOYカニパン 〜暴走ロボトの謎!?〜
1999年7月8日、ドリームキャスト用ソフトとしてセガから発売された発明RPG/アドベンチャーゲーム。仮称は「超発明BOYカニパン」。プレイヤーが部品や材料を組み合わせて武器や装備品などの発明品を作り、それを用いて行方不明になったタイシ博士を探しに行く内容である。オープニングなどオリジナルアニメが採用され、3DCGのフィールドでプレイする。「あそんでキッドDCDC」と連携する。
ドリームキャストFANWARE IMPRESSIONでは7、7、7の21点。レビュアーは気楽にプレイできること、発明のシステムがユニークでヒント集めつつ楽しめる、1度聞いた情報を再度確かめられるためストレス減、アニメーションが綺麗といった内容は原作ファンや大人も子供も楽しめるとした一方、発明の手順が長い場合もあるためRPGが苦手な人には辛い、ソフトからミニゲームを落とせるようにしてほしかった、ビジュアルが地味とした他、アニメ放送終了後の発売を残念がった。
超発明BOYカニパン 〜ヒラメキ☆ワンダーランド〜
1999年9月30日、プレイステーション用ソフトとしてタイトーから発売された。仮称は「超発明BOYカニパン Hirameki Wonderland」。7月から8月頃に発売予定だったが延期となり、メディアミックス最後発商品となった。先に発売されたDC版とタイトルは異なるがほぼ同じ内容で、ハードの制約のためキャラクターボイスは省かれ、グラフィックスや動作が劣化している。

### ビデオ・DVD
超発明BOY カニパン 1巻 - 10巻
1999年6月21日から10月にかけてリリースされたビデオシリーズ。発売元はマーベラスエンターテイメント、販売元は松竹ホームビデオ。
超発明BOYカニパン DVD-BOX
2007年2月23日、全話収録DVD-BOXがイーネット・フロンティアから発売された。特典にポストカードが封入されている。

### CD
発売元はマーベラスエンターテイメント。マーベラスが当時新興企業だったことから、販売はポニーキャニオンに委託していた。
「Love Love Phantasy/いつか」
8cmシングルCD MJDA-90004 1999年1月20日発売
2006年3月発売のWhoops!!復刻アルバム「P'」(DEL-FI SOUND MDMA-501) にもリミックスバージョンを含めて収録。
「KANIPAN」
オリジナルアルバム MJCA-00048 1999年4月28日発売
オリジナルシナリオによる「カニドラ（カニパンドラマ）」と題したCDドラマ・キャラクターイメージソング・主題歌（「LOVE LOVE Phantasy」はREMIX）を収録。

### コミック連載
別冊コロコロコミックにて放送期間中（1999年4月号 - 8月号?）に「A級ロボト!?キッドくん」として巻末カラーで連載。作者は谷上俊夫。テレビアニメ版の漫画化ではなく、オリジナルストーリーでキッドを主役にした“ぼのぼのSFギャグ”の短編まんがである。カニパンのアニメ・ゲーム情報を掲載した「カニパン倶楽部」も同時掲載された。単行本や再掲載は行われていない。
月刊コロコロコミックでも1999年3月号に新番組情報が掲載されたほか、セガ・タイトーによるゲーム広告や記事が同年6月号から10月号にかけて掲載されている。